# Jas Gawronski
Pour les articles homonymes, voir Gawronski.
Jas Gawronski (né le 7 février 1936 à Vienne en Autriche) est un homme politique et un journaliste italien.
En 1981, il est élu député européen lors des premières élections du Parlement européen pour le Parti républicain italien. En 1999 et en 2004, il est élu pour Forza Italia.
C'est le fils de Jan Gawronski un homme politique et diplomate polonais et de l'écrivaine piémontaise Luciana Frassati.